# Kärlekslivets offer
Kärlekslivets offer är en svensk dramafilm från 1944 i regi av Gabriel Alw och Emil A. Lingheim. Alw hade även en av de större rollerna och förutom honom sågs bland andra Folke Hamrin, Olle Florin och Siv Thulin.
Filmens förlaga var novellen Dr. Bernhard av Jacques Sandeau, vilken omarbetades till filmmanus av Malcolm Tottie. Eduard Hladisch och Jules Sylvain (dock okrediterad) komponerade musiken, Hilmer Ekdahl fotade och Wic' Kjellin klippte. Inspelningen ägde rum mellan den 6 mars och 29 mars 1944 i Europafilms studio i Sundbyberg. Vissa scener spelades in i Stockholm. Filmen premiärvisades den 17 april samma år på biograf Anglais i Stockholm. Den var 71 minuter lång och tillåten från 15 år.

## Handling
Barbro blir smittad med syfilis och utom hennes vetskap för hon vidare sjukdomen till andra män. Hon kommer i kontakt med doktor Bernard, som bekämpar könssjukdomen hos såväl henne som de män hon träffat. Bernhard insjuknar dock och dör, ironiskt nog av den sjukdom han vigt sitt liv åt att bekämpa.

## Rollista
- Gabriel Alw – doktor Bernard, läkare
- Folke Hamrin – doktor Böhmer, underläkare
- Olle Florin – doktor Linton, underläkare
- Nils Hallberg – Gustaf, patient
- Siv Thulin – Barbro Jonsson, patient
- Margareta Fahlén – doktor Bernards ungdomskärlek
- Elise Ottesen-Jensen – Elise Ottesen-Jensen, föredragshållaren
- Sven Göran Alw – Gunnar, patient
- Åke Egnell – Erik, Gustafs vän
- Gunnar Nielsen – medicine kandidat
- Carl Skoglund – medicine kandidat
- Rolf Tourd – medicine kandidat
- Rune Stylander – sjömannen
- Mimi Nelson – patient
- Maj Wendel – patient
- Gerd Svensson – patient
- Inga-Britt Wahman – patient
- Millan Olsson – äldre patient
- Sixten Palmér	– patient
- Karl-Arne Bergman	– man som smittat en flicka

Ej krediterade
- Greta Forsgren – sjuksköterska
- Per Oscarsson – ung man på dansrestaurang
- Ellika Mann – flicka
- Ernst Wellton – värnpliktig

### Fotnoter
1. 1 2 3  ”Kärlekslivets offer”. Svensk Filmdatabas. http://sfi.se/sv/svensk-filmdatabas/Item/?itemid=4061&type=MOVIE&iv=Basic&ref=/templates/SwedishFilmSearchResult.aspx?id%3d1225%26epslanguage%3dsv%26searchword%3dk%C3%A4rlekslivets+offer%26type%3dMovieTitle%26match%3dBegin%26page%3d1%26prom%3dFalse. Läst 19 mars 2013.